# Svatý Pantaleon
Svatý Pantaleon také Panteleémon, Panteleimon, Pantelejmon z Nikomédie († kolem r. 305) je křesťanský svatý, prvomučedník a jeden ze čtrnácti sv. pomocníků. Je uctívaný katolickou církví a pravoslavnými církvemi, jako lékař-nezištník. Církevní svátek má v západním křesťanství 27. července, ve východních církvích také 28. 7. nebo 18. 2.

## Legenda

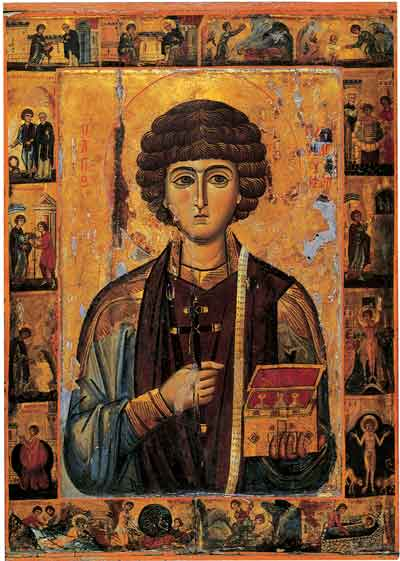
Sv. Pantaleon, byzantská ikona z kláštera sv. Kateřiny na Sinaji

Legend o svatém Pantaleonovi se dochovalo několik, nejstarší je řecky psané Passio.. Pantaleon pocházel z významného rodu ve městě Nikomédii. Jeho otec Eustorgios byl pohan a matka křesťanka. Matka mu brzy zemřela. 
Jedna z legend vypravuje, že  navštěvoval lékařskou školu ve městě, kde se seznámil se starým křesťanským knězem Hermolaosem a jeho společníky. Pantaleon se knězi svěřil, že se chce stát osobním lékařem císaře Galeria Maximiana. Kněz mu vyprávěl o lékaři, který byl moudřejší a významnější nad jiné, jmenoval se Ježíš Kristus a léčil tělesné nemoci pouhým slovem. Mladého Pantaleona slova kněze natolik zaujala, že jej navštěvoval a rozmlouval s ním stále častěji.
Jednou při cestě na návštěvu kněze uviděl na zemi dítě, které bylo jako mrtvé. Poblíž se do křoví plazil jedovatý had. Vzal dítě do náručí a v duchu si řekl, že pokud je Ježíš Kristus tak mocný lékař, pomůže mu. A skutečně, dítě se podařilo zachránit. Pln radosti běžel ke starému knězi a dal se od něj pokřtít. Později provozoval lékařství, pomáhal pomocí léků, léčebných procedur i povzbuzením a dobrým slovem. Mnoho lidí u něj nacházelo pomoc, neodmítal chudé ani bohaté. 
Byl obžalován a v Římě předveden před císaře Galeria Maximiana. Byl vyzván, aby obětoval římským bohům. Neučinil tak, ba dokonce před očima císaře jménem Ježíše Krista uzdravil ochrnutého člověka. Rozzlobený císař jej dal mučit, přivázat k olivovému stromu a později stít mečem. Podle jiné verze legendy se císařovým lékařem skutečně stal a teprve během své praxe se vymezil proti římskému kultu.

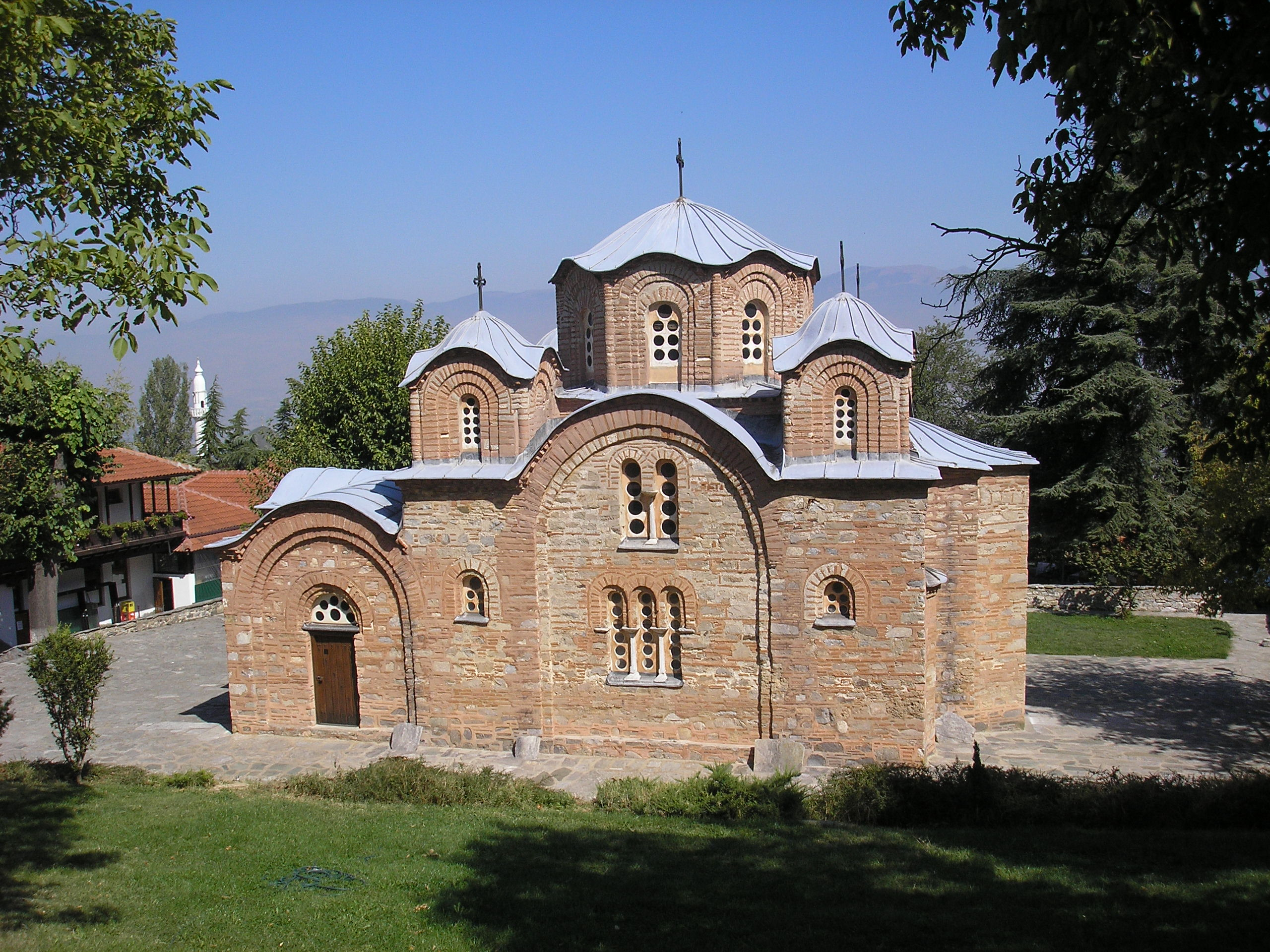
Byzantský kostel sv. Panteleimona, Gorno Nerezi, Makedonie

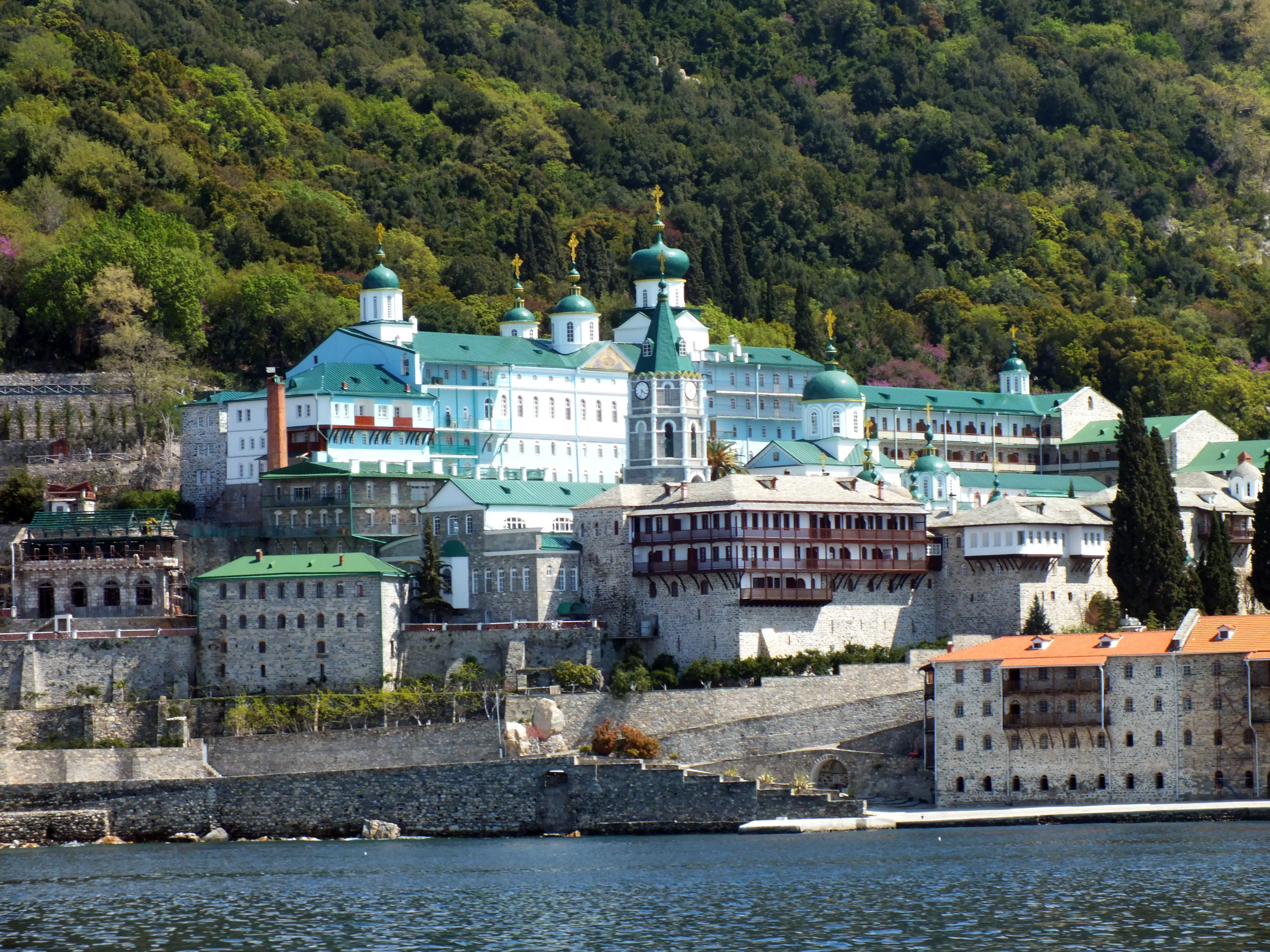
Řecký klášter sv. Panteleimona, hora Athos

## Ostatky a kult
Úcta ke světci se začala šířit již během 4. století: Ostatky sv. Pantaleona se dostaly do několika center kultu v Evropě, severní Africe, v Řecku a v Malé Asii.

### Řeckokatolická a pravoslavná území
- Justiniánův chrám v Jeruzalémě
- Klášter sv. Panteleimona v jordánské poušti[2]
- Klášter sv. Panteleimona na hoře Athos v Řecku a další řecké kláštery (Chilandar, Chios)
- Rusko: ženský klášter sv. Panteleimona v Moskvě
- Ukrajina: Katedrála sv. Panteleimona v Kyjevě
- Severní Makedonie: pravděpodobně nejvýznamnější středověké centrum jihozápadního Balkánu: kostel sv. Panteleimona v Gorni Nerezi nedaleko Skopje, v opštině Karpoš; dále třeba kostel v Bitole
- Bulharsko, Srbsko: další chrámy

### Římskokatolická centra
- ve 4 chrámech v Římě; další italské chrámy: Benevento, Brindisi, Janov, Lucca, Oviedo, Ravenna, kostel sv. Pantaleona  v Benátkách uchovává relikviářovou paži světce
- v klášterní bazilice sv. Pantaleona v Kolíně nad Rýnem, která je dodnes živým poutním místem
- ve Francii: Bazilika Saint-Denis v Paříži, Lyon, Arles, Troyes

### Česko
- bývalá klášterní bazilika sv. Pantaleona v Pustiměři

## Ikonografie a atributy

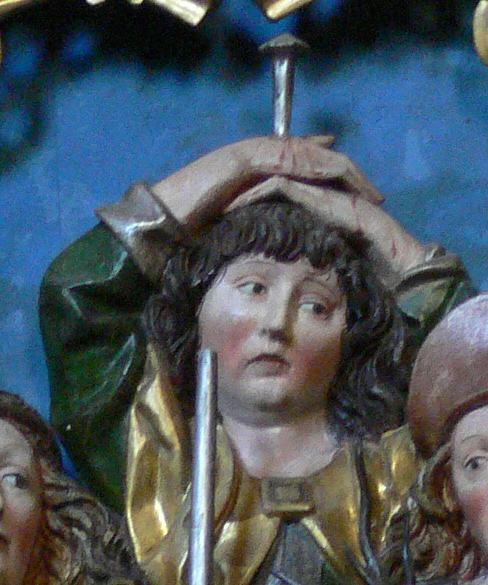
Sv.Pantaleon patron lékařů

Svatý Pantaleon je často vyobrazován jako bezvousý mladík, v tunice s palliem kněze, v rukou drží skříňku, nádobu na léky nebo také špachtli na mast, například na byzantské ikoně v Uměleckohistorickém muzeu ve Vídni. Jindy drží léčivé byliny. Na východokřesťanských ikonách zásadně zastupuje kanonický typ krásného mladíka s upravenými nakadeřenými vlasy. Ve skupině světců jej doprovázejí svatí lékaři  Kosma a Damián. V mučednické scéně bývá vyobrazen stojící s rukama přibitýma k hlavě, přivázán k olivovému stromu či keři. Nejstarší cyklus fresek pantaelonské legendy se zachoval v byzantském kostele sv. Panteleimona v Nerezi, v severní Makedonii. V témže kostele je také významný ikonostas z let 1160–1170. Významný pozdně gotický obraz sv. Pantaelona je v Alšově jihočeské galerii na Hluboké

## Patron
Svatý Pantaleon je patronem lékařů, kojných a porodních asistentek, pomocník opuštěných. Je řádovým patronem benediktinů a benediktinek. Bývá počítán ke Čtrnácti svatým pomocníkům.